# Непоциан Астурийский

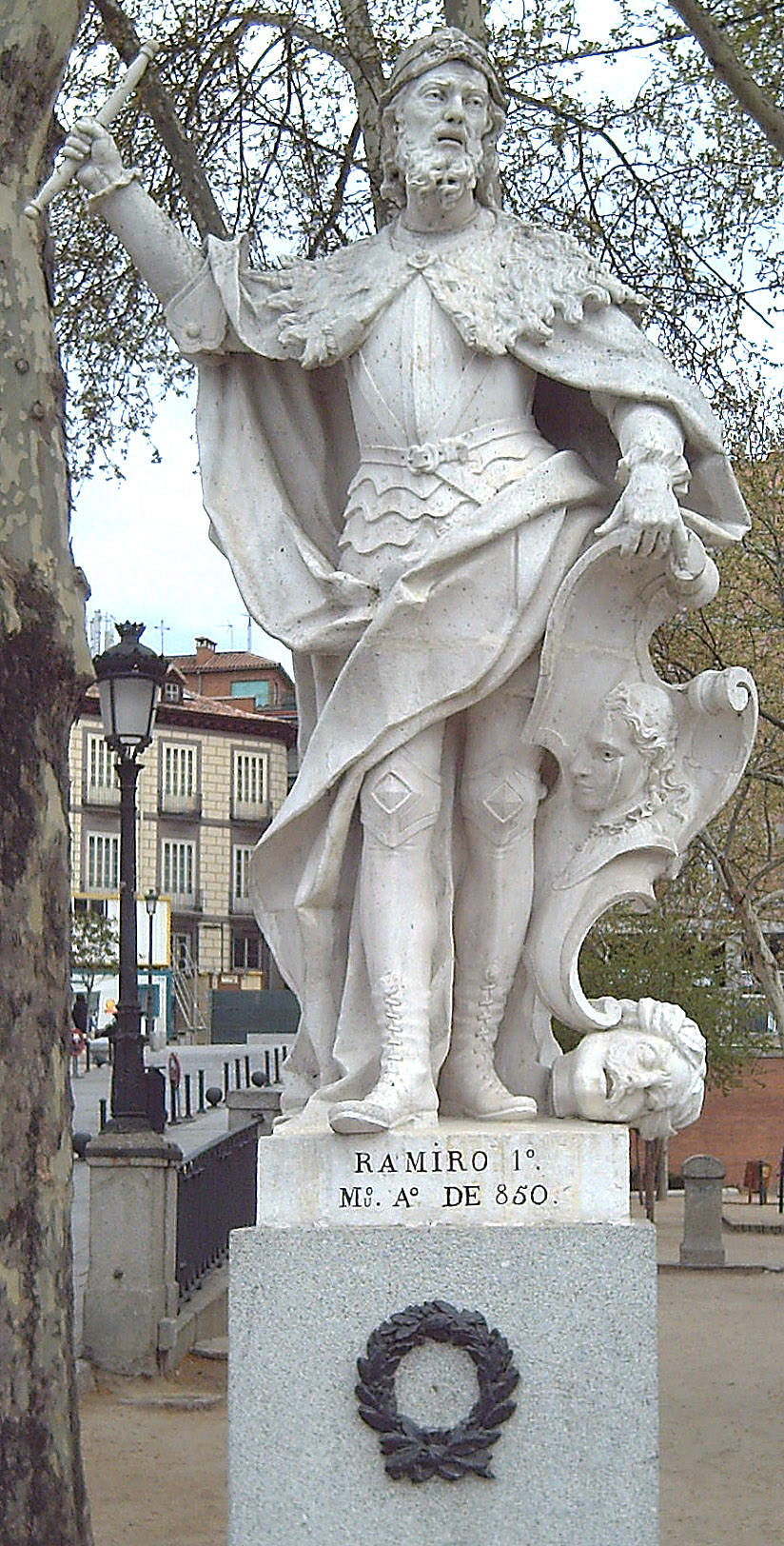
Рамиро I, попирающий голову Непоциана.
Статуя работы Луиса Сальвадора Кармоны в Мадриде (середина XVIII века)

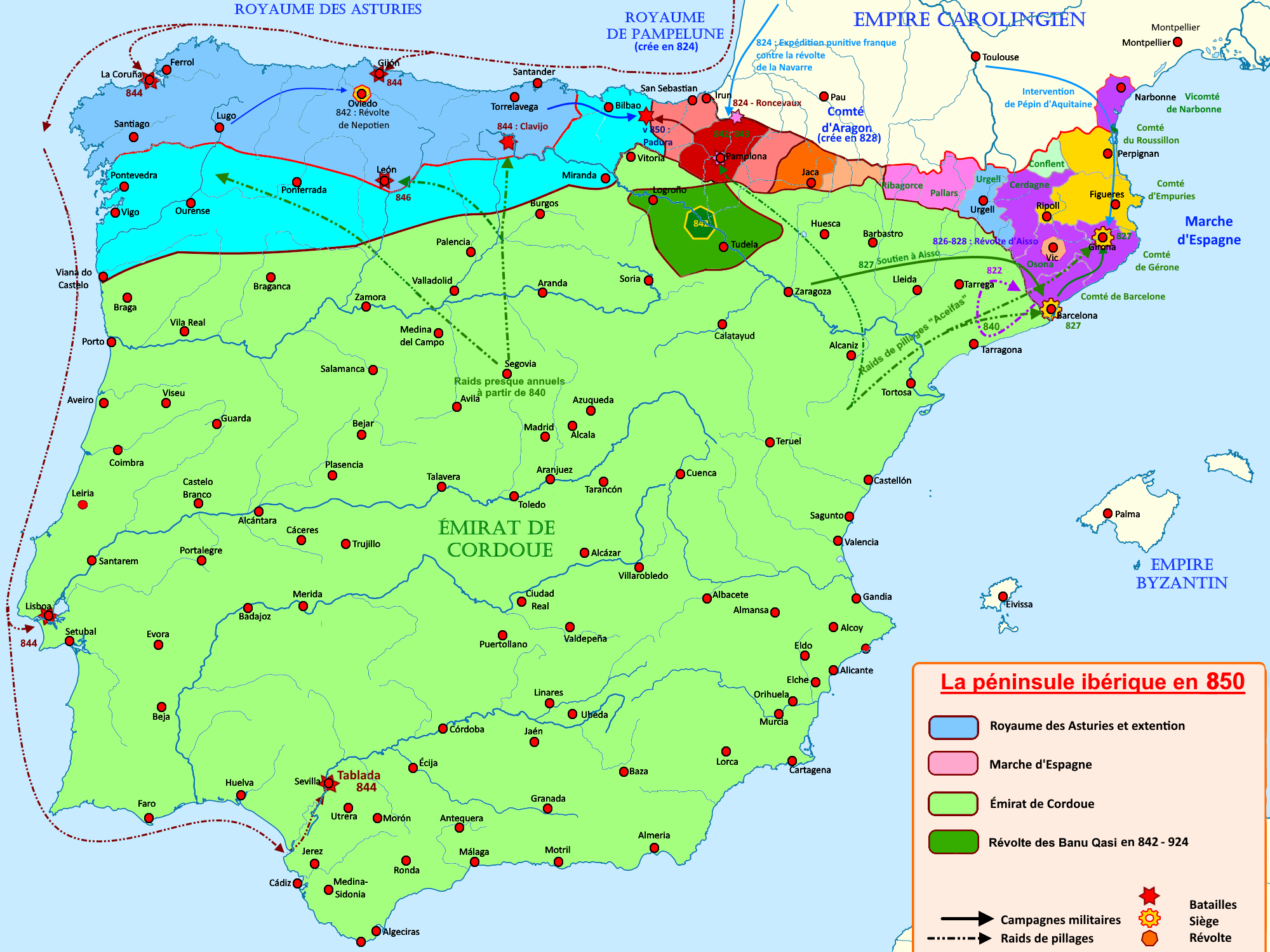
Пиренейский полуостров в 850 году

Непоциан (также Непотиан и Непосиан; лат. Nepotianus, исп. Nepociano; умер не ранее 842) — знатный астуриец, дворцовый граф, в 842 году провозгласивший себя правителем королевства; он упоминается как монарх Астурии в нескольких средневековых исторических источниках.

## Биография

### Происхождение
Непоциан известен из кратких свидетельств о нём в средневековых документах и хрониках. Наиболее подробные нарративные источники о нём — «Хроника Альфонсо III» и «Хроника Альбельды».
Происхождение Непоциана неизвестно. Некоторые авторы Нового времени считали его младшим сыном короля Альфонсо I Католика или братом Альфонсо II Целомудренного. Однако эти предположения маловероятны из-за их противоречия более ранним источникам. В средневековых испанских хрониках Непоциан упоминался как «cognatus regis» короля Астурии Альфосо II Целомудренного. Этот термин часто переводится как «зять» или «шурин». Однако исследования выявили, что среди женщин Астуро-Леонской династии того времени ни одна не могла быть женой Непоциана. На этом основании современные историки считают, что «cognatus regis» надо переводить как «кровный родственник». Возможно, что Непоциан состоял в близком родстве с матерью Альфонсо II Целомудренного Мунией Алавской и сам мог быть баском. В пользу такого предположения свидетельствует поддержка его басками при попытке получить им престол Астурийского королевства. Если это действительно так, то Непоциан был более близким родственником к Альфонсо II Целомудренному, чем Рамиро I, и, следовательно, имел больше прав на престол, чем его соперник. По ещё одному мнению, Непоциан мог быть племянником Альфонсо II Целомудренного.

### Придворный астурийских королей
О жизни Непоциана до 842 года достоверных сведений не сохранилось. Иногда его считают той же одноимённой персоной, которая упоминается в хартии короля Сило. Однако это отождествление маловероятно, так как в этом случае в 840-х годах Непоциану было бы не менее восьмидесяти лет, а это противоречит свидетельствам о его активной деятельности в то время.
Непоциан в правление Альфонсо II Целомудренном был дворцовым графом (лат. «comes palatii»; буквальный перевод — «комит дворца»). Таким образом, он занимал одну из наиболее высоких государственных должностей в Астурийском королевстве.

### Глава восстания
После смерти 20 марта 842 года не оставившего сыновей короля Альфонсо II Целомудренного Непоциан принял меры, чтобы стать новым правителем Астурийского королевства. Воспользовавшись отсутствием в столице государства, городе Овьедо, другого претендента на престол, Рамиро I, он убедил придворных, что перед смертью Альфонсо II именно его назначил своим преемником. В своих действиях Непоциан мог вдохновляться примером правителей Вестготского королевства, получавших власть не по династическому принципу, а по избранию знати.
В «Хронике Альфонсо III» утверждается, что Непоциан был узурпатором, «незаконным образом» провозглашённым правителем, и что власть над государством по праву «избрания» должна была перейти к Рамиро I. Когда произошло это «избрание», точно не известно. Если это произошло ещё до смерти Альфонсо II Целомудренного, то его инициатором должен был быть сам монарх, и оно по обычаям того времени должно было быть одобрено наиболее влиятельными персонами при королевском дворе. То, что ещё при Альфонсо II Рамиро имел титул наследника престола, а, возможно, и соправителя, подтверждается пятью современными событиям документами, в которых тот наделялся королевским титулом. Судя же по оказанной при астурийском дворе Непоциану поддержке, или Рамиро I не пользовался популярностью среди придворных, или его «избрание» было проведено (возможно, в Луго) уже после смерти Альфонсо II Целомудренного местной знатью. Отсутствие у Рамиро I сильной поддержки при дворе подтверждают ещё два заговора, организованные против него преемниками Нипоциана в должности графа дворца: Альдроитом и Пиниолом.
Установив власть над Овьедо, с армией, состоявшей из басков, кантабрийцев и астурийцев Приморья, Непоциан двинулся против собравшего в Галисии войско Рамиро I. Однако в сражении на мосту через реку Нарсеа в селении Корнельяна армия мятежников потерпела поражение. В «Хронике Альфонсо III» сообщается, что Непоциан «был оставлен своими людьми и, вопреки обычаю, обратился в бегство». Рамиро I стал королём Астурии, а его соперник был схвачен вблизи Кангас-де-Ониса графами Сципионом и Сонной, ослеплён и сослан в неустановленный монастырь. Здесь проведший остаток жизни в заключении Непоциан и умер, неизвестно когда.
Скорее всего, от смерти Альфонсо II Целомудренного до сражения возле реки Нарсеа прошло несколько месяцев. Возможно, восшествие Рамиро I на престол состоялось в конце 842 года или в начале 843 года. Предполагается, что конфликт между Непоцианом и Рамиро I был не столько борьбой за престол, сколько междоусобной войной между жителями двух частей Астурийского королевства: более отсталыми в социально-экономическом плане басками и кантабрами, и более развитым населением западных территорий, жившим в части Астурии и в Галисии. Высказывается мнение, что эти противоречия были причинами и позднейших восстаний басков против власти Ордоньо I и Альфонсо III Великого. Также не исключается возможность, что во главе этих выступлений могли стоять родственники или потомки Непоциана, основывавшие свои притязания на власть кровными узами с этой персоной.

### Король Астурии
В «Хронике Альфонсо III» и повествовательной части «Хроники Альбельды» действия Непоциана описываются только как мятеж и попытка узурпации престола. Однако в нескольких источниках IX и X веков он упоминался как законный монарх Астурии. В том числе, об этом сообщалось в хартии 863 года из Сантоньи (лат. «domnus Nepotianus») и в списках королей Астурии и Леона в «Пророческой хронике», «Хронике Альбельды» и «Nomina regum catolicorum Legionensium» (лат. «Deinde Nepotianus cognatus regis Adefonsi»). На этом основании предполагается, что находившиеся под непосредственной опекой Альфонсо III Великого авторы астурийских хроник намеренно не сообщали о действительно существовавших правах Непоциана на престол и, одновременно, не упоминали о возможных проблемах с легитимизацией власти у Рамиро I, деда современного им правителя королевства. Ряд современных историков считает правление Непоциана в Астурии действительно имевшим место и включает его в число монархов этого государства.

## Комментарии
1. ↑  Наместником Галисии тогда был сын Рамиро I Ордоньо[21].
2. ↑  В латинском текстах астурийских хроник Сонна упоминается как «Sonnanus» («comitibus Scipionem et Sonnanem»)[22]; в англоязычных изданиях — как «Sonna»[10]. В русскоязычных изданиях это имя переводится как Сомнан[2] или Соньян[4].
3. ↑  В «Хронике Альфонсо III» восшествие Рамиро I на астурийский престол и восстание Нипоциана датировано 881 годом испанской эры: то есть, 843 годом[4].